# Предраг Милосављевић (музичар)
Предраг Пеца Милосављевић (Ниш, 9. јул 1951) српски је музичар и члан музичког састава Галија. Његов брат је Ненад Милосављевић, певач и композитор.

## Биографија и каријера
Рођен је 9. јула 1951. године у Нишу. Први пут се сусрео са музиком у основној школи „Учитељ Таса”, у петом разреду, када је певао на школској приредби. Током похађања Гимназије Светозар Марковић основао је рок бенд под називом Heart of Stone. Након неколико месеци проба, бенд је наступио у фискултурној сали основне школе „Учитељ Таса”, а након неколико свирки престао да постоји. Након неколико година од престанка рада бенда, Предраг почиње да сарађује са братом Ненадом.
Током студирања Економског факултета у Нишу, Предраг поред бављења музиком постаје фудбалски судија Судијског савеза у Нишу, где је судио неколико година у нижим ранговима такмичења. У периоду када је требало да постане републички фудбалски судија прекинуо је каријеру и почео да се професионално бави музиком у групи Галија.
Од 1979. године, када је објављен албум Галије под називом Прва пловидба, Предраг је написао више од шездесет текстова, а упоредо са радом у Галији написао је и отпевао Зонину песму у филму Здравка Шотре Зона Замфирова. На музику брата Ненада, Предраг је писао текстове за песме Калауз блуз и Европа, за потребе филма Пљачка Трећег рајха.
Објавио је две збирке песама, Освит у ретровизору 1995. године и Зов улице у летње предвечерје 1999. године.
Упоредо са музиком Предраг је од 1977—2005. године радио у Дуванској индустрији Ниш. Крајем 2009. године Галија је објавила компилацијски албум Оженише ме музиком, а Предраг је био аутор свих текстова песама. Свој допринос остварио је и на албумима Галије Место поред прозора и У рају изнад облака.